# Lilja av Värnäs
Lilja av Värnäs eller Lilja till Värnäs, är ett konventionellt släktnamn på en medeltida frälsesläkt från Västergötland som i vapnet förde en sparre över en halv lilja. Ätten utdog innan Sveriges Riddarhus grundades 1625, varför den aldrig introducerades där som adelsätt.
Bengt Gjordsson är omnämnd Kinds och Vartofta härader 1413.
En dotter, Kerstin Bengtsdotter, gift med väpnaren Olof Christiernsson Drake från Västbo, och två av Bengts söner är kända, Krister Bengtsson och brodern Johan Bengtsson till Värnäs (Värna socken i Östergötland).
Inga barn är kända från Johans son Christiern Johansson, men ättens sista medlem, hans dotter med okänt namn, blev gift med ofrälse häradshövdingen i Lysings härad Peder Larsson Svenske (känd 1527-1556), och blev stammor för adelsätten Svenske nummer 258 vilken förde vapnet med sparren över en halv lilja.  